# 黎志強

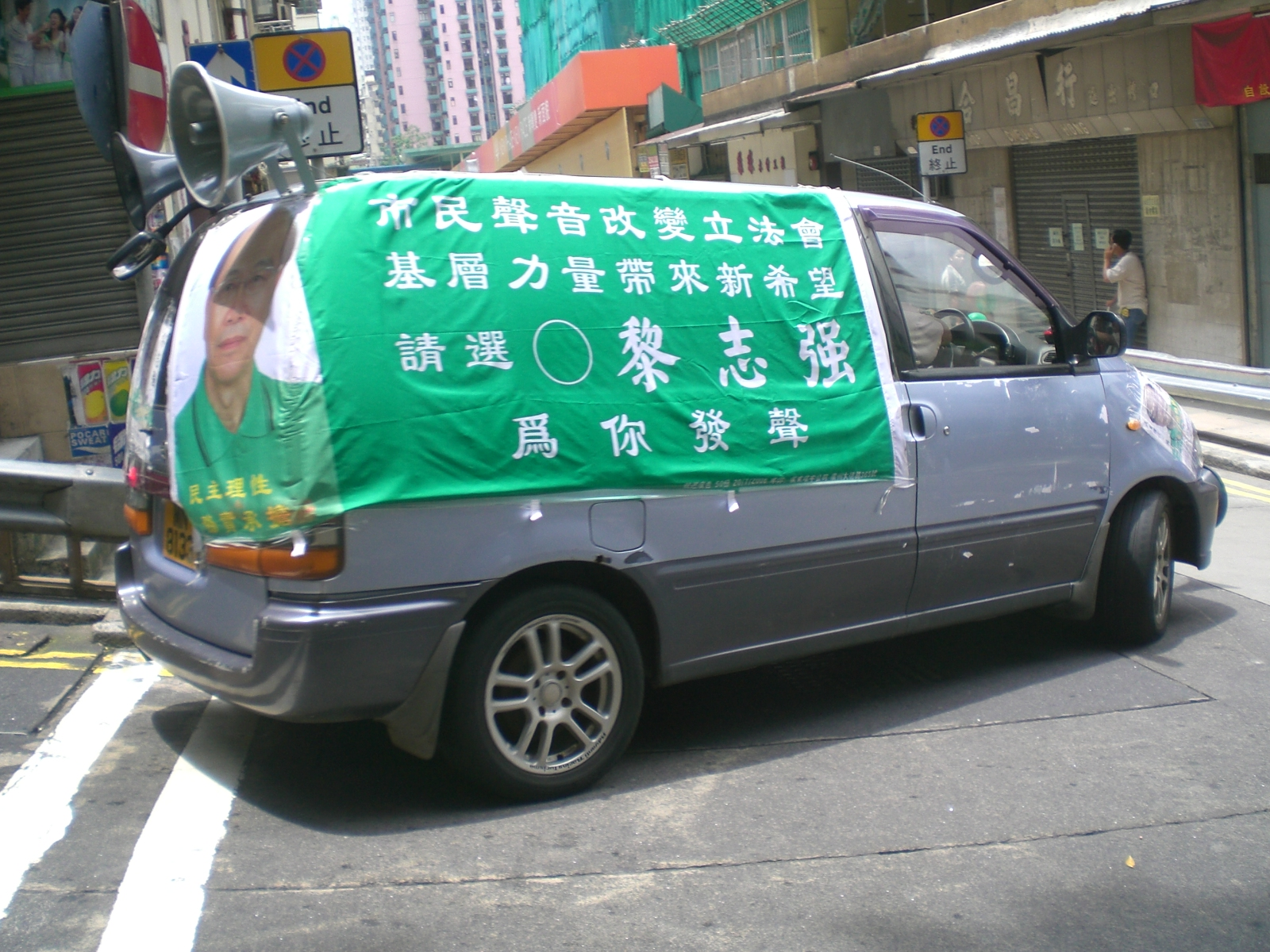
2008年香港立法會選舉期間，黎志強的選舉團隊

黎志強（英語：Lai Chi Keong, Joseph，1947年12月13日—），前香港東區區議會主席兼前翡翠選區議員，是公民黨成員，曾為民主黨成員及香港市政局議員。辭任區議員後現居英國。

## 政治生涯
黎志強於2000年及2004年香港立法會選舉曾經在民主黨的名單中參選香港島的議席，其中2004年那次更只以千多票之差敗給蔡素玉。2008年立法會選舉中，由於他不滿未獲黨安排參選，決定即時退黨，並以獨立民主派身份參選。最後他得票3,955票（1.26%）落選。後來加盟民主派另一政黨公民黨，並在2011年香港區議會選舉中，於東區翡翠選區擊敗跨區參選的宿敵、民建聯與工聯會聯合提名的趙承基順利連任，亦使公民黨在東區區議會成為最大泛民黨派，並曾表態希望代表公民黨參與2012年香港立法會選舉超級區議員議席。
2015年區議會選舉，當時68歲的黎志強擊敗建制派支持的候選人李莉，成功連任。
2019年區議會選舉，黎志強在翡翠選區以3,591票當選繼續連任，由於民主派在東區區議會取得過半數議席，於是推舉黎志強為東區區議會主席。

## 東區區議會主席

### 政府突取消監警會會議

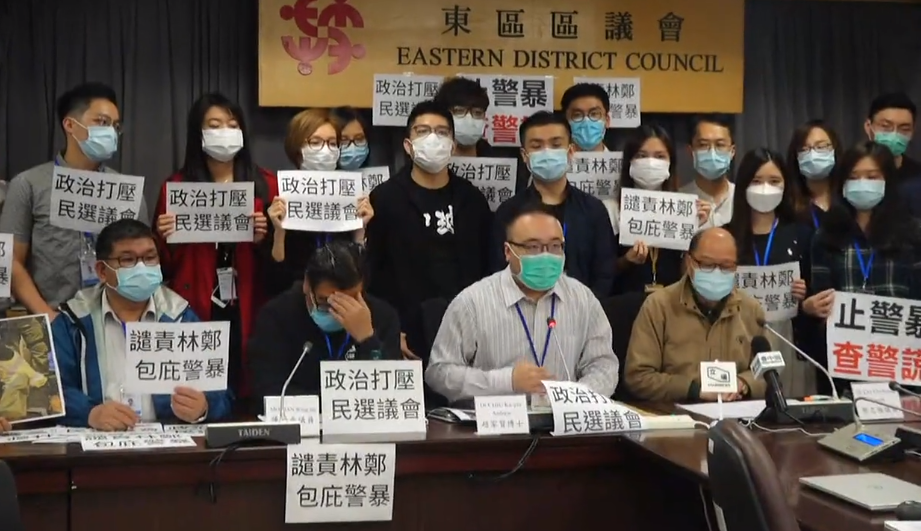
2020年3月10日，東區民主派議員譴責警務處不尊重民選議會 拒派員出席檢警會會議

2020年3月10日，東區區議會原定舉行「檢視警方執法及行動特別委員會」第三次會議，討論多項與反送中運動相關議案，包括要求警方交代8月5日晚上北角衝突中的警力問題、在11月在柴灣發射多次催淚彈的原因、於太古城和西灣河的執法行動等事件。不過民政處在會議當日早上突然向委員會成員發出電郵，稱會議的職權範圍「可能涉及全港性執法事宜」和「收到高層命令」而宣布取消會議。警務處也拒絕派員出席。區議會26名民主派議員批評警權凌駕區議會職能，政府高層打壓區議會。

## 外部連結
- 黎志強的Facebook專頁

| 議會席位      | 議會席位                                              | 議會席位       |
| ------------- | ----------------------------------------------------- | -------------- |
| 首任          | 東區區議會 柴灣西選區議員 1988年4月1日－1994年9月30日 | 改為單議席選區 |
| 首任          | 東區區議會 翡翠選區議員 1994年10月1日—2021年7月8日    | 空缺           |
| 前任： 黃建彬 | 東區區議會主席 2020年1月7日—2021年7月8日              | 繼任： 陳尚文  |